# Daejeon
Daejeon (Hangul: 대전, Hanja: 大田 uitspraakⓘ) is een stad in Zuid-Korea. Met 1.475.220 inwoners (1 januari 2005) is het de vijfde stad van het land. Het is de hoofdstad van de provincie Chungcheongnam-do. De stad, die centraal in het land ligt, is een belangrijk verkeersknooppunt. De autosnelwegen Honam Expressway en Gyeongbu Expressway kruisen elkaar bij Daejeon, net als twee belangrijke spoorwegen.
In 2002 vond het WK voetbal plaats in Zuid-Korea en Japan. Daejeon was een van de speelsteden. Er werden drie wedstrijden in het Daejeon World Cup Stadion gespeeld.

## Verkeer en vervoer
De oudste en belangrijkste snelweg van Zuid-Korea, Gyeongbu Expressway, verbindt Daejeon met Seoel en Busan. De stad kent een volledige ring van autosnelwegen die het stadsgebied omsluit.
In Daejeon splitst de hoofdspoorlijn die vanuit Seoel naar het zuiden verloopt. De Gyeongbu-lijn gaat verder naar het zuidoosten met het eindpunt Busan. De Honam-lijn verloopt vanaf Daejeon in zuidwestelijke richting, Gwangju en Mokpo liggen aan de lijn. De metro van Daejeon bestaat uit een lijn (lengte 22,6 km) waaraan 22 stations gelegen zijn.
In Daejeon is het Koreaans Instituut voor Ruimtevaartonderzoek gevestigd. In de stad zijn ook enkele grote kantoorgebouwen gebouwd waarin diensten van de nationale regering gevestigd zijn. Korail, de nationale spoorwegmaatschappij heeft zijn hoofdkantoor in de stad gevestigd.

## Stedenbanden
- Bình Dương (Vietnam)
- Boedapest (Hongarije)
- Brisbane (Australië)
- Calgary (Canada)
- Guadalajara (Mexico)
- Nanjing (China)
- Novosibirsk (Rusland)
- Oda (Japan)
- Seattle (Verenigde Staten)
- Uppsala (Zweden)

## Geboren
- Park Kun-ha (1971), voetballer
- Paul Sun-Hyung Lee (1972), acteur
- Pak Se-ri (1977), golfspeelster
- Lee Gang-jin (1986), voetballer
- Park Gi-dong (1988), voetballer
- Hwang In-beom (1996), voetballer
- Kim Kyung-ah (1997), tafeltennisster
- Lee June-seo (2000), shorttracker